# 9 mei
9 mei is de 129ste dag van het jaar (130ste dag in een schrikkeljaar) in de gregoriaanse kalender. Hierna volgen nog 236 dagen tot het einde van het jaar.

## Gebeurtenissen
- Algemeen

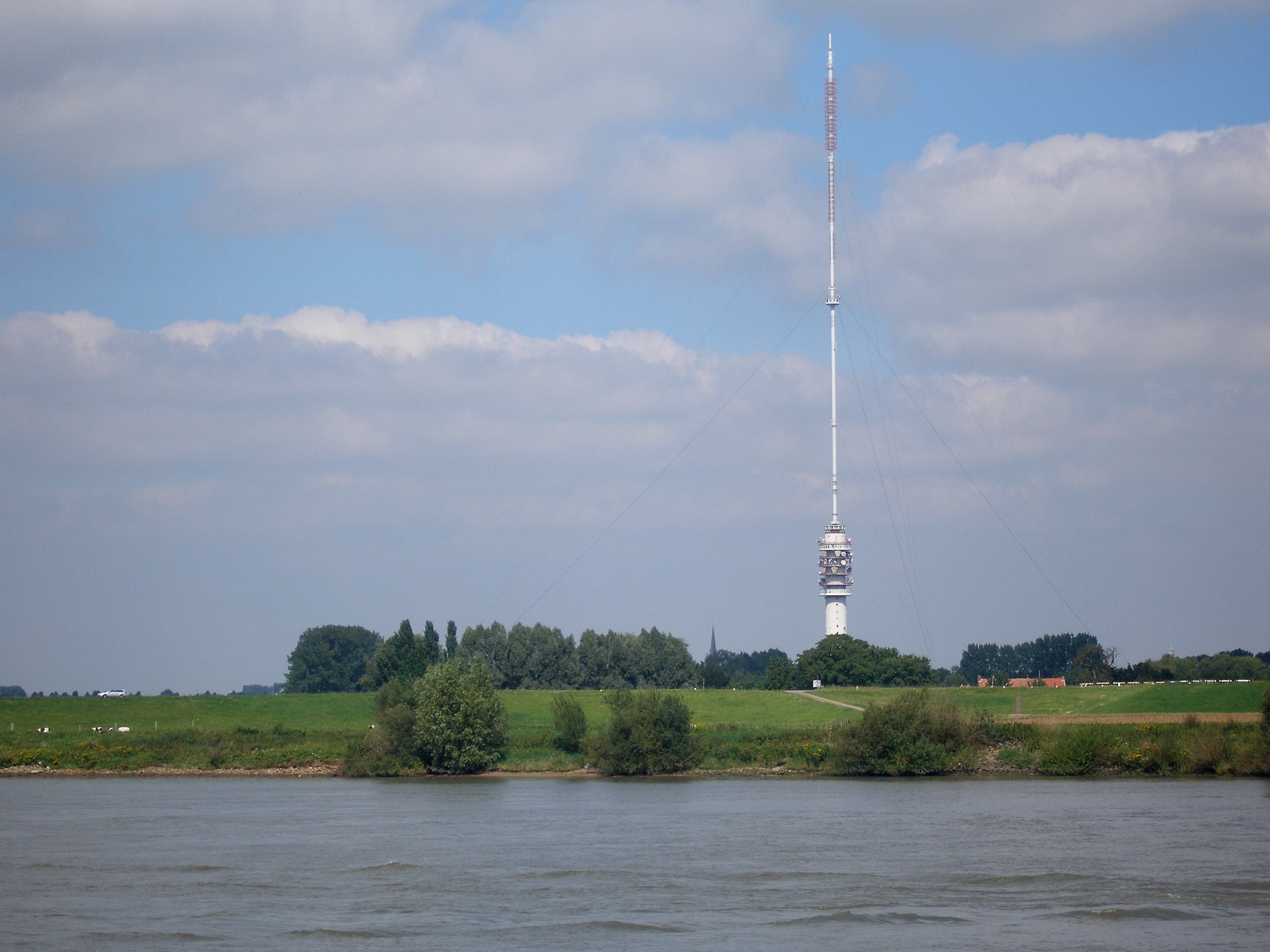
De Gerbrandytoren

  - 1342 - In de Adegemstraat in Mechelen ontstaat brand. Het vuur verspreidt zich snel en een zeer groot deel van de stad wordt in de as gelegd.
  - 1480 - Johan van Nassau-Wiesbaden-Idstein wordt opgevolgd door zijn zoons Adolf III en Filips.
  - 1946 - Het begin van de ambtstermijn van Umberto II van Italië, de laatste koning van Italië.
  - 1961 - Koningin Juliana stelt de Gerbrandytoren in gebruik; deze toren in IJsselstein is beter bekend als de zender Lopik.[1]
  - 1977 - Een brand in Hotel Polen en een filiaal van de Slegte in Amsterdam kost aan 33 mensen het leven.
  - 1995 - Een brand in de stad Char-e-Sharif in de Indiase deelstaat Kashmir verwoest zeker zeshonderd huizen. De brand breekt uit tijdens gevechten tussen separatistische moslim-rebellen en regeringstroepen.
  - 2008 - Bij een zeer grote brand op een scheepswerf in De Punt (Drenthe) komen drie brandweermensen van korps Eelde om.
  - 2012 - Een Russische Soechoj Superjet 100-95 stort tijdens een demonstratievlucht boven Java in bergachtig gebied neer. Geen van de 45 inzittenden overleeft de crash.[2]
  - 2023 - De eerste editie van de Canon van Vlaanderen wordt voorgesteld aan het grote publiek. Deze canon behelst zestig historische Vlaamse ankerpunten die het hedendaagse Vlaanderen bepalen.[3]
  - 2023 - Voormalig Amerikaans president Donald Trump wordt in een burgerlijke rechtszaak in New York schuldig bevonden aan seksueel misbruik van de Amerikaanse columniste Elizabeth Jean Carroll.[4]
- Criminaliteit en veiligheid
  - 2024 - Op een politiebureau in Parijs schiet een man twee agenten neer nadat hij het dienstwapen van een van hen heeft weten te bemachtigen. Volgens de lokale krant Le Figaro raakt de man zelf ook gewond doordat andere agenten ingrijpen. De man was gearresteerd wegens huiselijk geweld tegen zijn vrouw. Hij wordt nu verdacht van poging tot moord op zijn vrouw en op de twee agenten.[5][6]
- Economie
  - 1995 - Aegon ziet de winst in de eerste drie maanden van 1995 met ruim 11 procent stijgen tot 289 miljoen gulden.
- Kunst en cultuur
  - 2011 - De Vlaamse filosoof en schrijver Yves Petry wint de Libris Literatuur Prijs voor zijn roman De maagd Marino.
  - 2016 - De Nederlandse schrijfster Connie Palmen wint de Libris Literatuur Prijs voor haar roman "Jij zegt het".
- Muziek
  - 1962 - De Beatles tekenen hun eerste contract met EMI Parlophone.[7]
  - 1987 - Voor Ierland wint Johnny Logan met Hold Me Now het Eurovisiesongfestival. Het is de tweede keer dat hij het festival wint.[8]
  - 1998 - Dana International wint voor Israël het Eurovisiesongfestival met Diva.[8]
  - 2003 - Peter Evrard wint het Vlaamse televisieprogramma Idool 2003 door in de finale Natalia Druyts te verslaan.[7]
  - 2009 - Zangeres Lisa Hordijk (Lisa Lois) wint het tweede seizoen van de talentenjacht X Factor met de Leonard Cohen-cover Hallelujah.[8]
  - 2023 - De Nederlandse inzending voor het Eurovisiesongfestival in Liverpool, Mia Nicolai en Dion Cooper met Burning Daylight, behoort niet bij de tien best beoordeelde optredens van de eerste halve finale en gaat niet door naar de finale.[9][10]
  - 2024 - De Nederlander Joost Klein met Europapa behoort bij de tien best beoordeelde optredens van de tweede halve finale van het 68e Eurovisiesongfestival dat wordt gehouden in Malmö (Zweden) en gaat door naar de finale die op 11 mei gehouden zal worden. De Belgische inzending Mustii met Before the Party's Over krijgt niet genoeg stemmen om zich voor de finale te kwalificeren.[11]
- Oorlog
  - 1941 - De Duitse onderzeeboot U 110 wordt gekaapt door de Royal Navy waarbij codeboeken en Enigma-codeermachine worden buitgemaakt. Deze hielpen de codebrekers in Bletchley Park de Duitse codes te kraken.
  - 1945 - Dodenherdenking op de Dam in Amsterdam.
- Politiek
  - 1927 - Canberra vervangt Melbourne als hoofdstad van Australië
  - 1950 - De Franse minister van Buitenlandse Zaken Robert Schuman, geïnspireerd door een voorstel van de ambtenaar Jean Monnet, houdt een opgemerkt pleidooi voor een supranationale Europese organisatie. Hieruit groeit later de Europese Unie.
  - 1957 - Paul-Henri Spaak wordt secretaris-generaal van de NAVO.
  - 1967 - Burgemeester Gijs van Hall van de gemeente Amsterdam moet ontslag nemen wegens de provorellen en de rellen bij het huwelijk van prinses Beatrix.
  - 1976 - Ulrike Meinhof van de RAF wordt dood aangetroffen in haar cel in de gevangenis in Stuttgart-Stammheim.
  - 1978 - In een geparkeerde auto wordt het lichaam gevonden van de Italiaanse politicus Aldo Moro. Hij was 55 dagen eerder ontvoerd door de Brigate Rosse.
  - 1985 - Het Boliviaanse kabinet treedt af zodat president Hernán Siles zijn regering kan reorganiseren.
  - 1988 - De Colombiaanse guerrillagroepering ELN laat de West-Duitse ereconsul Helmut Lücker na zes dagen vrij.
  - 1990 - Twee presidentskandidaten van de oppositie in Roemenië – Radu Campeanu (presidentskandidaat van de Liberalen) en Ion Ratiu (kandidaat voor de Boerenpartij) – kondigen aan zich te zullen terugtrekken in het belang van "rust en stabiliteit" op voorwaarde dat zittend president Ion Iliescu hun voorbeeld volgt.
  - 1993 - In Paraguay worden de eerste vrije en democratische verkiezingen na meer dan een halve eeuw gekenmerkt door fraude, sabotage en andere onregelmatigheden.
  - 1995 - De staatssecretarissen Elizabeth Schmitz van Justitie en Michiel Patijn van Europese Zaken overleven een motie van afkeuring in de Nederlandse Tweede Kamer.
  - 2012 - Barack Obama drukt als eerste zittende Amerikaanse president zijn steun uit voor het homohuwelijk.
- Recreatie
  - 1993 - In de Efteling wordt de attractie Droomvlucht geopend.
- Sport
  - 1924 - Oprichting van de Rotterdamse Scheidsrechters Vereniging.
  - 1955 - In Machala, Ecuador wordt het Estadio 9 de Mayo officieel in gebruik genomen.
  - 1978 - De Nederlandse voetbalclub PSV wint de UEFA Cup. In Eindhoven wordt de Franse club SC Bastia met 3-0 verslagen (uitwedstrijd 0-0).
  - 1990 - Na verlengingen verliest Anderlecht in Göteborg de finale van de Europese Beker voor bekerhouders met 2-0 van het Italiaanse UC Sampdoria.
  - 1995 - FC Utrecht trekt Simon Kistemaker aan als nieuwe trainer-coach voor een periode van twee jaar.
  - 1999 - HC Bloemendaal wint de landstitel in de Nederlandse hockeyhoofdklasse door Oranje Zwart na strafballen te verslaan in de derde wedstrijd uit de finale van de play-offs.
  - 1999 - Beerschot VAC speelt zijn laatste wedstrijd tegen KFC Rita Berlaar.
  - 2011 - Wielrenner Wouter Weylandt komt in de 3e etappe van de Ronde van Italië dodelijk ten val in de afdaling van de Passo del Bocco.
  - 2011 - Voetballer Marc Höcher van Helmond Sport wint de Gouden Stier als beste speler in de Nederlandse Jupiler League in het seizoen 2010/11.
  - 2011 - Uit handen van Nzelo Lembi ontvangt Romelu Lukaku van RSC Anderlecht de Ebbenhouten Schoen, omdat hij tot beste voetballer van Afrikaanse afkomst in de Belgische Jupiler Pro League is uitverkozen.
  - 2013 - AZ wint voor de vierde maal in de geschiedenis de KNVB beker. Het wint de finale van het toernooi met 2-1 van titelverdediger PSV.
  - 2016 - Voetballer Sofiane Hanni van KV Mechelen wordt verkozen tot beste speler van Afrikaanse afkomst in de Belgische Jupiler Pro League en wint de Ebbenhouten Schoen.
  - 2018 - De Belgische club Lierse SK wordt opgeheven.
- Wetenschap en technologie
  - 1882 - Introductie van de verbeterde stethoscoop van William Ford.
  - 1926 - De Amerikaanse ontdekkingsreizigers Richard Byrd en Floyd Bennett vliegen als eersten over de Noordpool.
  - 2003 - Lancering van de Hayabusa missie door JAXA. Doel van de missie is het verzamelen en terugbrengen naar de Aarde van materiaal van de planetoïde (25143) Itokawa.[12]
  - 2007 - Een groep wetenschappers maakt bekend een op wiki-software gebaseerde Encyclopedia of Life te gaan ontwikkelen. Het project zal een samenvoeging van diverse soortenbanken worden en alle organismen ter wereld beschrijven.
  - 2021 - Een brok ruimteschroot van 23 ton afkomstig van de Lange Mars 5B raket die op 29 april 2021 is gebruikt voor het lanceren van de Tianhe module voor het nieuwe Chinese ruimtestation valt ongecontroleerd terug in de Aardse atmosfeer boven het Arabisch Schiereiland. Brokstukken zouden in de Indische Oceaan zijn gevallen.[13][14]
  - 2022 - NASA maakt bekend dat de InSight Mars Lander op 4 mei 2022 een Marsbeving heeft gemeten met een kracht van ongeveer 5. Het is de sterkste Marsbeving die tot dan toe is waargenomen.[15]
  - 2023 - Wetenschappers van de Noorse universiteit UiT maken bekend dat ze op 7 mei 2023 op de bodem van de Barentszzee met behulp van een ROV een moddervulkaan hebben ontdekt die voortdurend modder en methaan spuwt. Het is pas de tweede keer dat er een moddervulkaan is ontdekt in de wateren rond Noorwegen. De onderzoekers hebben de vulkaan de naam Borealis Mud Volcano gegeven.[16]

## Geboren

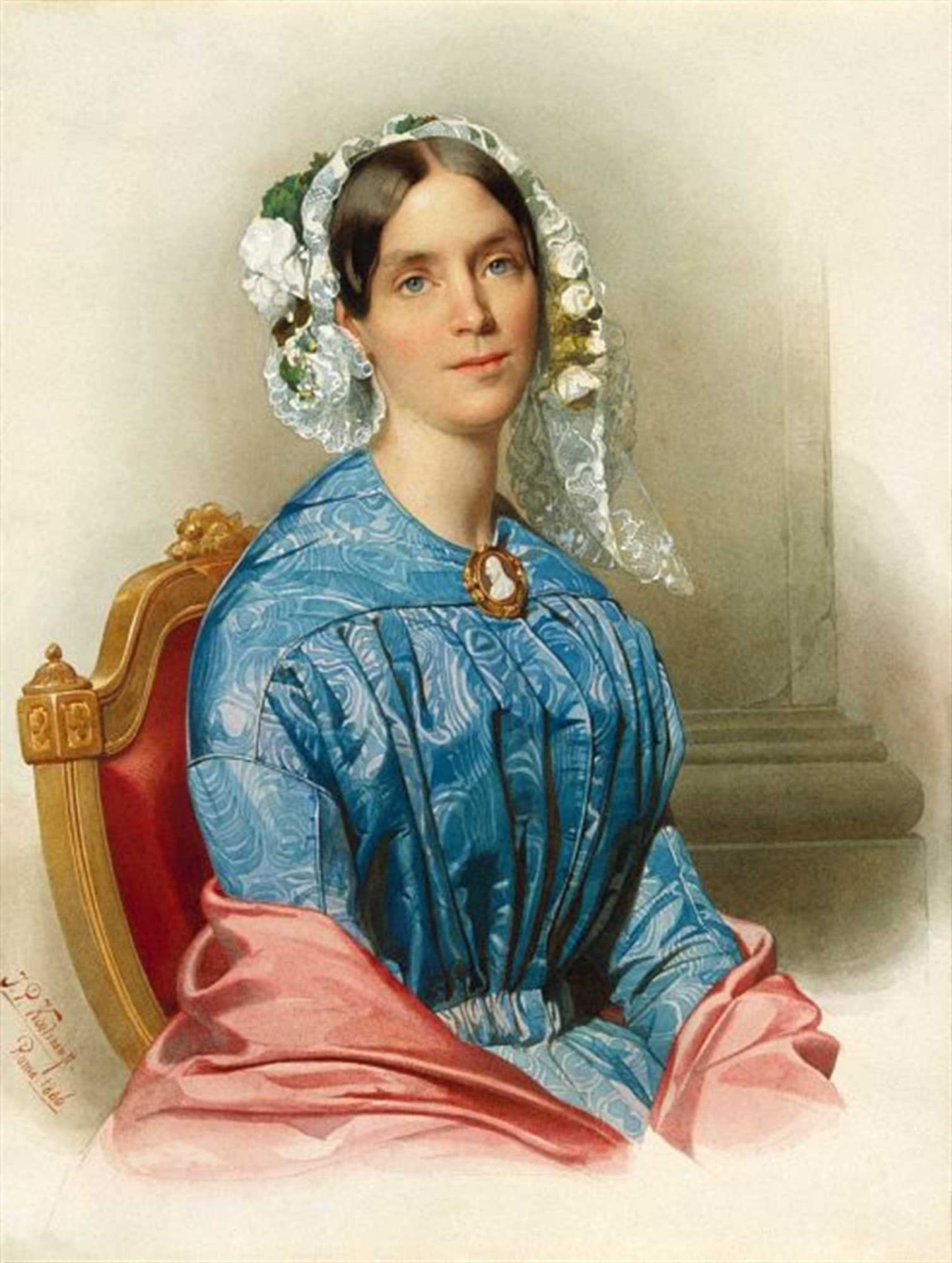
Prinses Marianne
geboren in 1810

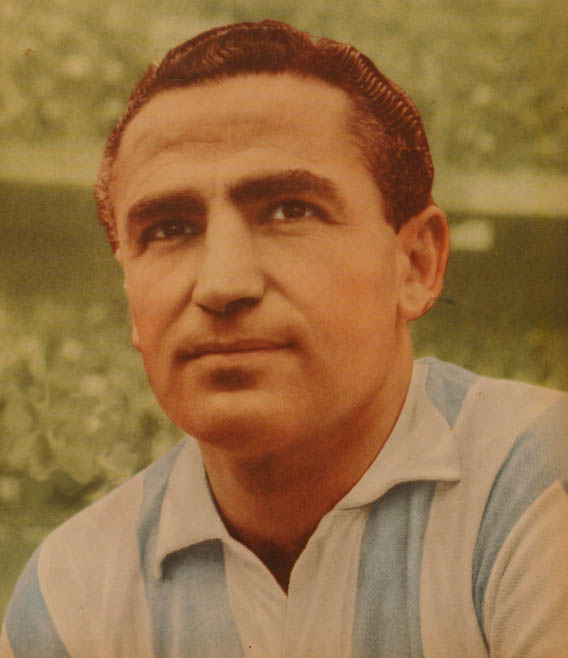
Juan Josi Pizzuti
geboren in 1927

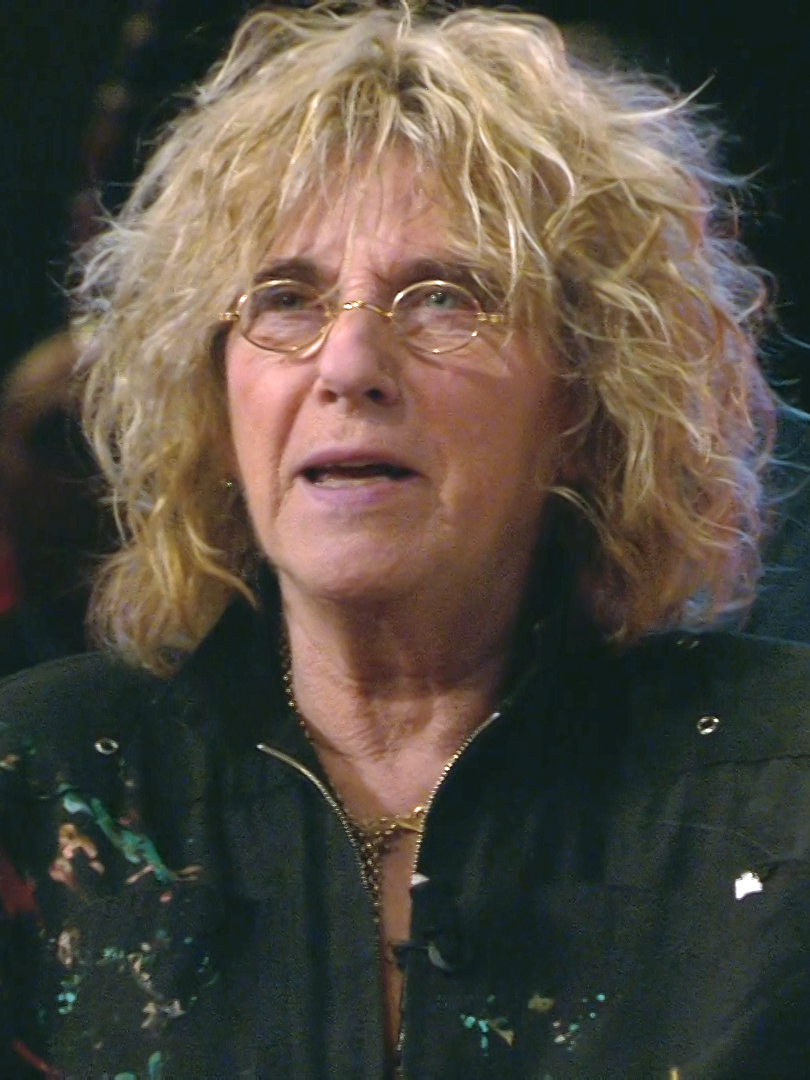
Gerti Bierenbroodspot
geboren in 1940

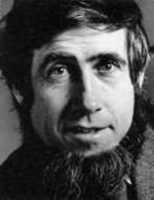
Chriet Titulaer
geboren in 1943

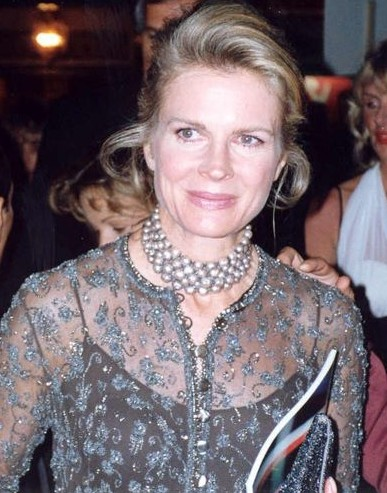
Candice Bergen
geboren in 1946

Billy Joel
geboren in 1949

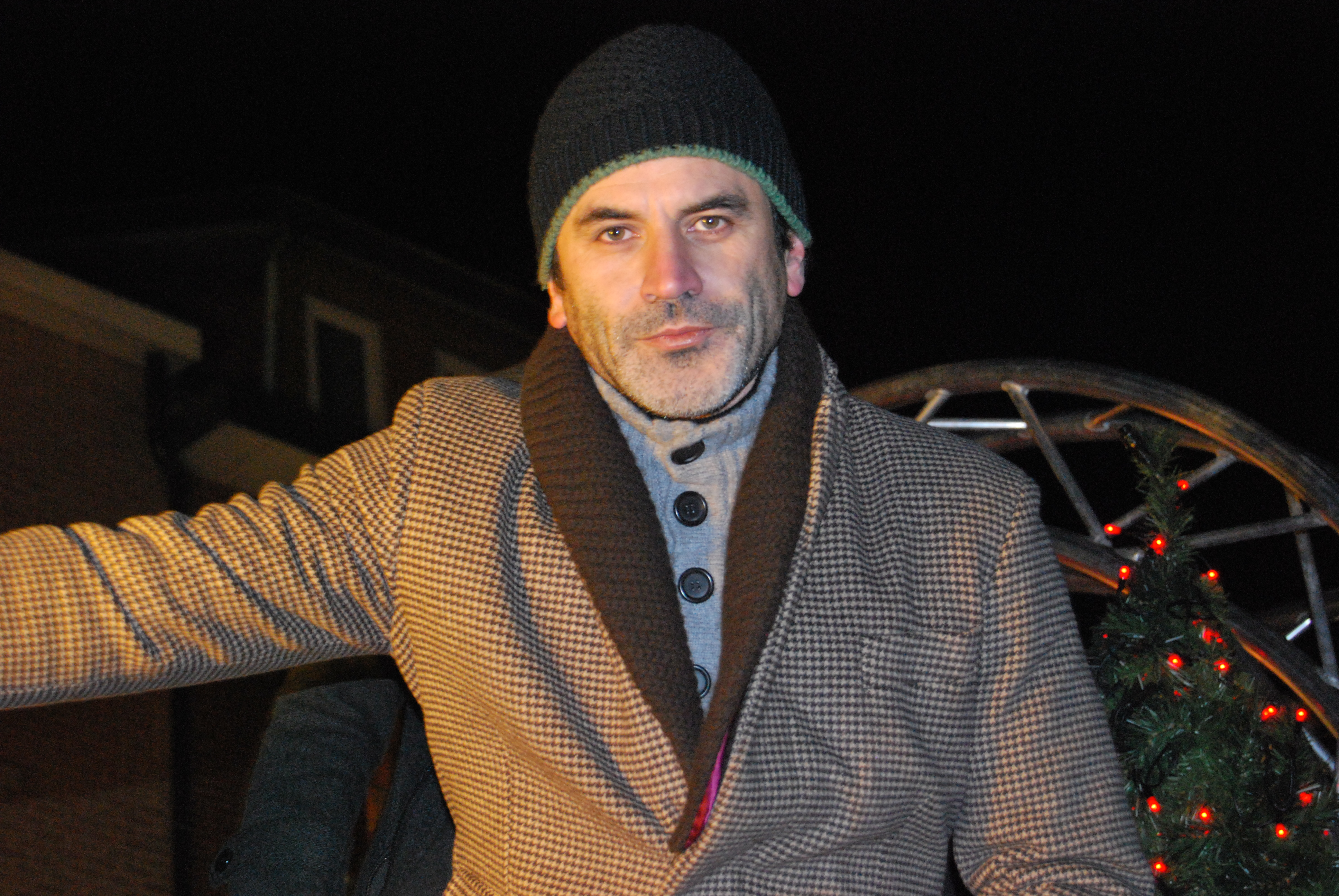
Guy Van Sande
geboren in 1963

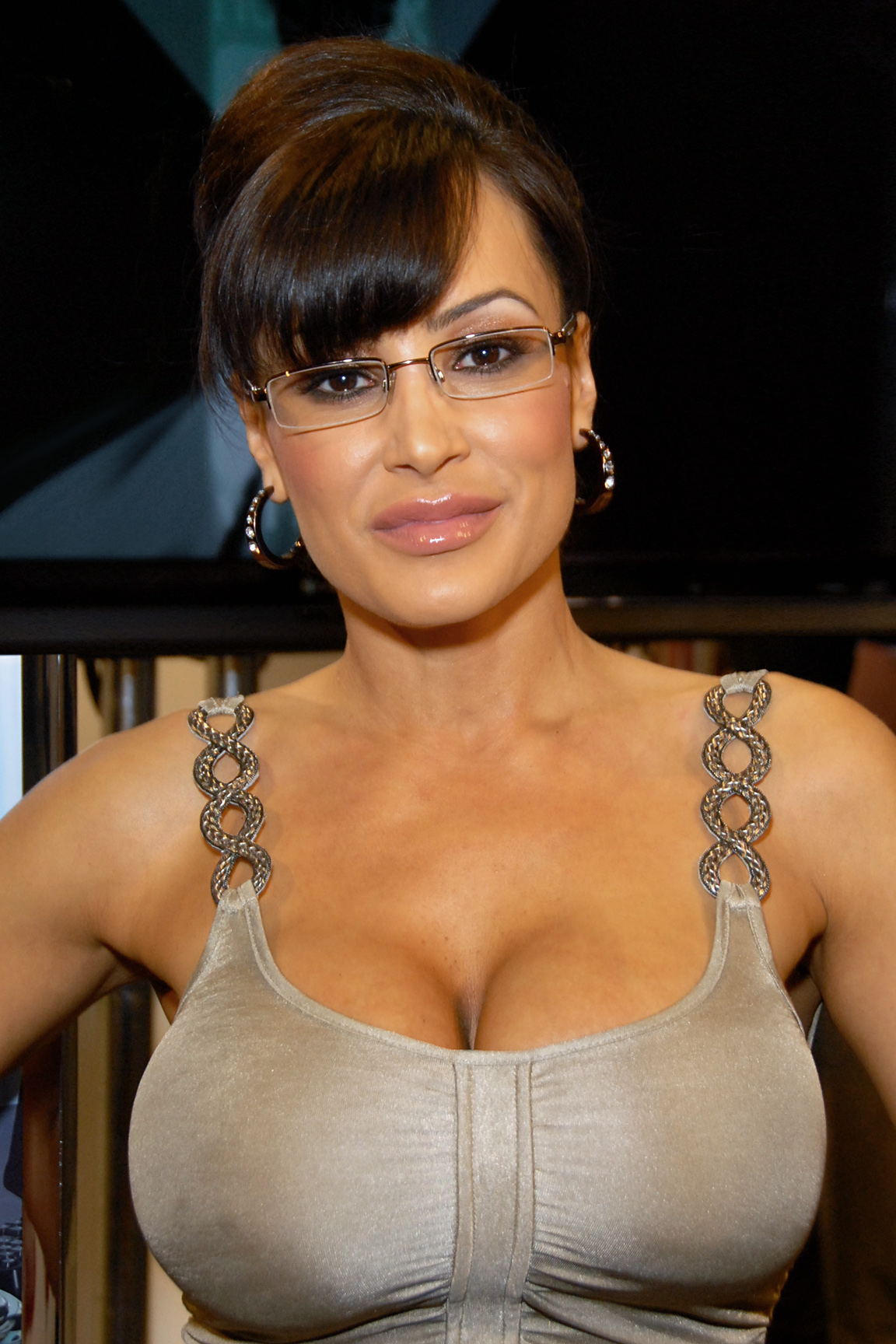
Lisa Ann
geboren in 1972

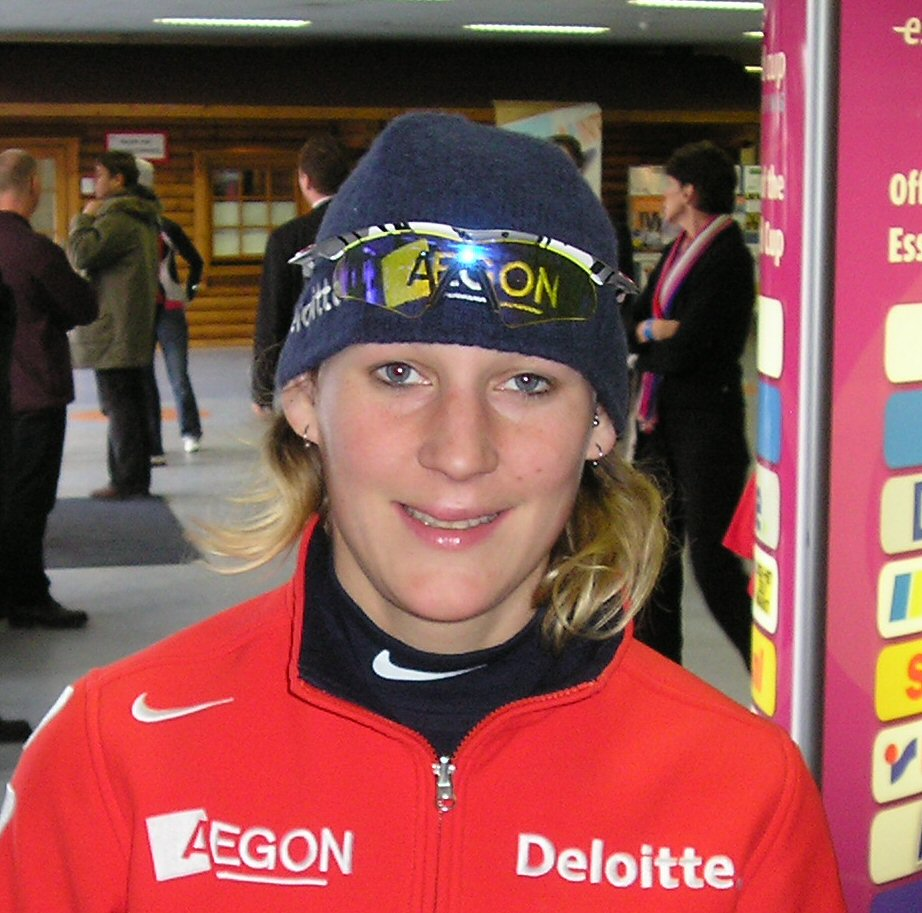
Marieke Wijsman
geboren in 1975

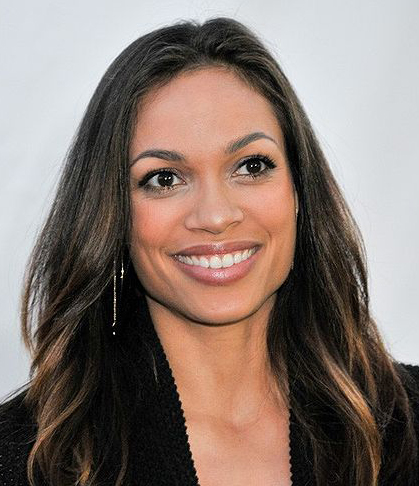
Rosario Dawson
geboren in 1979

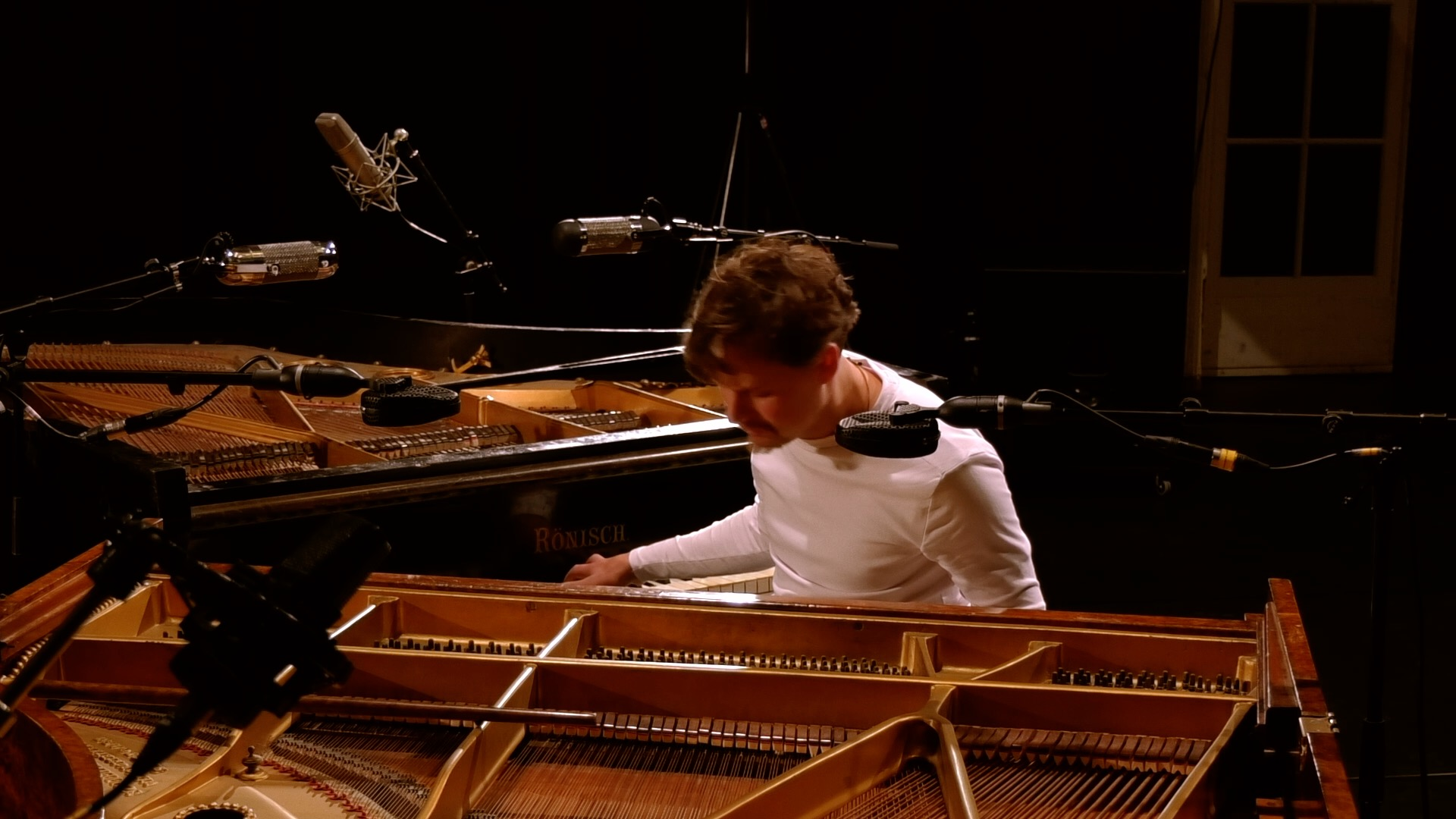
Seppe Gebruers
geboren in 1990

- 1147 - Minamoto no Yoritomo, Japans militair leider (overleden 1199)
- 1740 - Giovanni Paisiello, Italiaans componist (overleden 1816)
- 1796 - Joseph Meyer, Duits uitgever (overleden 1856)
- 1800 - John Brown, Amerikaans militante strijder tegen de slavernij (overleden 1859)
- 1810 - Marianne der Nederlanden, prinses van Oranje-Nassau (overleden 1883)
- 1825 - James Collinson, Engels kunstschilder (overleden 1881)
- 1828 - Hendrik van Oostenrijk, aartshertog van Oostenrijk (overleden 1891)
- 1834 - Johannes Isaak de Rochemont, militair in het KNIL en adjudant van gouverneur-generaal Loudon (overleden 1914)
- 1837 - Maria Mazzarello, heilige van de Rooms-katholieke kerk (overleden 1881)
- 1837 - Adam Opel, Duits industrieel en oprichter automerk Opel (overleden 1895)
- 1845 - Gustaf de Laval, Zweeds ingenieur en uitvinder (overleden 1913)
- 1860 - James Barrie, Schots auteur en dramaturg (overleden 1937)
- 1865 - August De Boeck, Belgisch componist, dirigent en muziekpedagoog (overleden 1937)
- 1868 - Joannes Jansen, Nederlands aartsbisschop van Utrecht (overleden 1936)
- 1870 - Harry Vardon, Brits golfer (overleden (1937)
- 1874 - Howard Carter, Brits archeoloog (overleden 1939)
- 1875 - Gregoria de Jesus, Filipijns onafhankelijkheidsstrijdster (overleden 1943)
- 1886 - Francis Biddle, Amerikaans rechter (overleden 1968)
- 1886 - Edu Snethlage, Nederlands voetballer en medicus (overleden 1941)
- 1887 - Elsa Conrad, Duitse nachtclubeigenaresse (overleden 1963)
- 1890 - Abraham Kaper, Nederlands politieagent, collaborateur en veroordeeld oorlogsmisdadiger (overleden 1949)
- 1891 - May Warden, Engels actrice (overleden 1978)
- 1892 - Zita van Bourbon-Parma, laatste keizerin van Oostenrijk-Hongarije (overleden 1989)
- 1892 - Nout van Dullemen, Nederlands jurist (overleden 1974)
- 1892 - Danilo Lokar, Sloveens schrijver en arts (overleden 1989)
- 1893 - Pitigrilli, Italiaans schrijver (overleden 1975)
- 1895 - Frank Foss, Amerikaans atleet (overleden 1989)
- 1898 - Arend Heyting, Nederlands wiskundige (overleden 1980)
- 1904 - Gregory Bateson, Brits antropoloog, taalkundige en sociaal wetenschapper (overleden 1980)
- 1904 - Charles Vanden Bulck, Belgisch-Amerikaans Luitenant-kolonel van het Manhattan project in Oak Ridge (overleden 1962).
- 1906 - Henri Van Poucke, Belgisch voetballer (overleden 1991)
- 1907 - Baldur von Schirach, Duits leider van de Hitlerjugend (overleden 1974)
- 1909 - Gordon Bunshaft, Amerikaans architect (overleden 1990)
- 1909 - Eugenio Garin, Italiaans historicus en filosoof (overleden 2004)
- 1910 - Antoon van Schendel, Nederlands wielrenner (overleden 1990)
- 1915 - Simone Arnoux, vrouw van prins Aschwin zur Lippe-Biesterfeld (overleden 2001)
- 1915 - Egon Möller-Nielsen, Deens-Zweeds architect en beeldhouwer (overleden 1959)
- 1917 - Jimmy Kruger, Zuid-Afrikaans minister en president van de Senaat (overleden 1987)
- 1918 - Mike Wallace, Amerikaans journalist, tv-presentator en mediapersoonlijkheid (overleden 2012)
- 1920 - Richard Adams, Brits schrijver (overleden 2016)
- 1921 - Sophie Scholl, Duits studente en verzetsstrijdster (overleden 1943)
- 1921 - Mona Van Duyn, Amerikaans dichteres en schrijfster (overleden 2004)
- 1922 - Simon van Trirum, Nederlands operazanger, tenor (overleden 1992)
- 1923 - Claude Piéplu, Frans acteur (overleden 2006)
- 1924 - Diet Kloos-Barendregt, Nederlands zangeres en verzetsstrijder (overleden 2015)
- 1927 - Manfred Eigen, Duits natuurkundige en Nobelprijswinnaar (overleden 2019)
- 1927 - Idário Sanches Peinado (Idário), Braziliaans voetballer (overleden 2009)
- 1927 - Juan José Pizzuti, Argentijns voetballer en trainer (overleden 2020)
- 1927 - Wim Thoelke, Duits televisiepresentator (overleden 1995)
- 1928 - Frits Rademacher, Nederlands zanger (overleden 2008)
- 1928 - Barbara Ann Scott, Canadees kunstschaatsster (overleden 2012)
- 1930 - Alekper Mamedov, Sovjet-Azerbeidzjaans voetballer en trainer (overleden 2014)
- 1931 - Vance Brand, Amerikaans astronaut
- 1931 - Alberto Gemerts, Surinaams zanger, bandleider, componist, arrangeur en producer (overleden 2016)
- 1931 - Jaklien Moerman, Belgisch illustrator en kunstschilder (overleden 2011)
- 1932 - Roger Dumas, Frans acteur (overleden 2016)
- 1932 - Geraldine McEwan, Engels actrice (overleden 2015)
- 1935 - Juhani Järvinen, Fins schaatser (overleden 1984)
- 1936 - Albert Finney, Brits acteur (overleden 2019)
- 1936 - Glenda Jackson, Brits actrice en politica (overleden 2023)
- 1937 - Sonny Curtis, Amerikaans zanger, gitarist, violist en songwriter
- 1937 - Dave Prater, Amerikaans soul- en r&b-zanger (overleden 1988)
- 1938 - Colin Allen, Brits bluesdrummer en songwriter
- 1938 - Charles Simic, Joegoslavisch-Amerikaans dichter (overleden 2023)
- 1939 - Ralph Boston, Amerikaans atleet (overleden 2023)
- 1939 - Frans Hartman, Nederlands ondernemer en voetbalbestuurder (overleden 2015)
- 1940 - Gerti Bierenbroodspot, Nederlands beeldend kunstenares en dichteres
- 1940 - James L. Brooks, Amerikaans regisseur
- 1940 - John Hawken, Brits pianist en toetsenist (overleden 2024)
- 1940 - Miguel Virasoro, Argentijns theoretisch fysicus (overleden 2021)
- 1941 - Jan Dibbets, Nederlands beeldend kunstenaar
- 1942 - John Ashcroft, Amerikaans politicus
- 1942 - Tommy Roe, Amerikaans zanger, gitarist en songwriter
- 1942 - George Wilson, Amerikaans basketballer (overleden 2023)
- 1943 - Maurice Lippens, Belgisch bankier
- 1943 - Chriet Titulaer, Nederlands sterrenkundige, televisiepresentator en schrijver (overleden 2017)
- 1944 - Richie Furay, Amerikaans singer-songwriter
- 1944 - Lars Norén, Zweeds toneelschrijver (overleden 2021)
- 1944 - Laurence Owen, Amerikaans kunstschaatsster (overleden 1961)
- 1945 - Sue Bond, Brits actrice
- 1945 - Hans Dagelet, Nederlands acteur
- 1945 - Jupp Heynckes, Duits voetballer en voetbalcoach
- 1946 - Candice Bergen, Amerikaans actrice
- 1946 - Drafi Deutscher, Duits zanger, componist en muziekproducent (overleden 2006)
- 1947 - Tom Collins (Ton Droog), Nederlands radio-dj
- 1947 - Andy Sutcliffe, Brits autocoureur (overleden 2015)
- 1948 - Hubert Fermina, Curaçaos-Nederlands verpleegkundige en politicus (overleden 2022)
- 1948 - Richard Hudson, Brits zanger en slagwerker
- 1949 - Billy Joel, Amerikaans zanger
- 1950 - Willie Berkers, Nederlands kunstschilder (overleden 2020)
- 1950 - Jan Decorte, Belgisch acteur
- 1950 - Tom Petersson, Amerikaans basgitarist
- 1950 - Louk Sanders, Nederlands tennisser
- 1951 - Steinar Lem, Noors schrijver (overleden 2009)
- 1952 - Danielle Justin, Belgisch atlete
- 1953 - Bruno Brokken, Belgisch atleet
- 1953 - John Edwards, Brits bassist
- 1953 - Amy Hill, Amerikaans actrice en schrijfster
- 1953 - Claus Larsen-Jensen, Deens politicus
- 1953 - Walter Verdin, Belgisch muzikant, grafisch kunstenaar en schilder
- 1955 - Abel Ernesto Herrera, Argentijns voetballer
- 1955 - Anne Sofie von Otter, Zweeds operazangeres
- 1956 - Wendy Crewson, Canadees actrice
- 1956 - Luc Lampaert, Belgisch politicus
- 1956 - Jotie T'Hooft, Belgisch dichter (overleden 1977)
- 1957 - Fulvio Collovati, Italiaans voetballer
- 1959 - Dennis Chambers, Amerikaans drummer
- 1960 - Pierre-Henri Menthéour, Frans wielrenner (overleden 2014)
- 1961 - Tony O'Shea, Engels darter
- 1961 - Annick Willems, Belgisch politica
- 1962 - Dave Gahan, Brits zanger
- 1963 - Emiel Hopman, Nederlands marathon- en langebaanschaatser (overleden 2023)
- 1963 - Ron Miles, Amerikaans jazzmuzikant (overleden 2022)
- 1963 - Guy Van Sande, Belgisch acteur
- 1963 - Jan van Til, Nederlands muzikant
- 1964 - Paul Caligiuri, Amerikaans voetballer
- 1964 - Mika Lipponen, Fins voetballer
- 1964 - Frank Pingel, Deens voetballer
- 1964 - Hasan Saltik, Turks muziekproducent (overleden 2021)
- 1964 - Joseph Lorenzo Jr. Welbon, Amerikaans houseproducer bekend als Joe Smooth
- 1965 - Petri Järvinen, Fins voetballer
- 1966 - Roland Koopman, Nederlands presentator
- 1966 - Marco Pascolo, Zwitsers voetballer
- 1967 - Elle van Rijn, Nederlands actrice en scenarioschrijfster
- 1968 - Benjamin Herman, Nederlands jazzmusicus
- 1968 - Marie-José Pérec, Frans atlete
- 1969 - Wouter Bax, Nederlands journalist
- 1969 - Diederik Ebbinge, Nederlands acteur, cabaretier en filmregisseur
- 1969 - Ronny Gaspercic, Belgisch voetballer
- 1969 - Janni Goslinga, Nederlands actrice
- 1969 - Hudson Leick, Amerikaans actrice
- 1969 - Hugo Maradona, Argentijns voetballer (overleden 2021)
- 1970 - Amber, Nederlands zangeres
- 1970 - Hao Haidong, Chinees voetballer
- 1970 - Ghostface Killah, Amerikaans rapper
- 1970 - Wálter Quesada, Costa Ricaans voetbalscheidsrechter
- 1971 - Edwin Evers, Nederlands diskjockey
- 1971 - Tristan Taormino, Amerikaans feministe
- 1972 - Lisa Ann, Amerikaans pornoactrice
- 1973 - Tegla Loroupe, Keniaans atlete
- 1973 - Sami Väisänen, Fins voetballer
- 1975 - George Boateng, Nederlands-Ghanees voetballer
- 1975 - Thierry De Groote, Belgisch wielrenner
- 1975 - Tamia, Canadees zangeres
- 1975 - Marieke Wijsman, Nederlands schaatsster
- 1976 - Nenad Jestrović, Servisch voetballer
- 1976 - Terence Schreurs, Nederlands actrice, danseres en model
- 1977 - Karin van der Haar, Nederlands paralympisch sportster
- 1977 - Marek Jankulovski, Tsjechisch voetballer
- 1977 - Iñigo Landaluze, Spaans wielrenner
- 1977 - Manuel Sanromà, Spaans wielrenner (overleden 1999)
- 1978 - Leandro Cufré, Argentijns voetballer
- 1979 - Pierre Bouvier, Canadees musicus
- 1979 - Rosario Dawson, Amerikaans actrice
- 1979 - Melle van Gemerden, Nederlands tennisser
- 1979 - Merel de Knegt, Nederlands atlete
- 1979 - Andrew W.K., Amerikaans zanger, muzikant en producer
- 1980 - Grant Hackett, Australisch zwemmer
- 1980 - Kate Walsh, Brits hockeyster
- 1981 - Steven Caethoven, Belgisch wielrenner
- 1981 - Daniel Cruz, Colombiaans voetballer
- 1982 - Rachel Boston, Amerikaans actrice
- 1982 - Hernán Losada, Argentijns voetballer
- 1983 - Sileshi Sihine, Ethiopisch atleet
- 1985 - Matthew Busche, Amerikaans wielrenner
- 1985 - Ermanno Capelli, Italiaans wielrenner
- 1985 - Rick Kruys, Nederlands voetballer
- 1985 - Audrina Patridge, Amerikaans actrice
- 1985 - Luca Rossettini, Italiaans voetballer
- 1986 - C418, Duits muzikant
- 1987 - Dennis Telgenkamp, Nederlands voetbaldoelman
- 1988 - Ali Benomar, Nederlands voetballer
- 1988 - Matías Suárez, Argentijns voetballer
- 1989 - Becca, Amerikaans zangeres, singer-songwriter en gitariste
- 1989 - Philippe Marquis, Canadees freestyleskiër
- 1989 - Ellen White, Engels voetbalster
- 1990 - Maya Eshet, Israëlische actrice
- 1990 - Seppe Gebruers, Belgisch muzikant en componist
- 1990 - Kristoffer Hagenes, Noors voetbalscheidsrechter
- 1990 - Kelita Zupancic, Canadees judoka
- 1991 - Genki Haraguchi, Japans voetballer
- 1991 - Majlinda Kelmendi, Albanees judoka
- 1991 - Ivan Loekasjevitsj, Russisch autocoureur
- 1993 - Laura Muir, Schots atlete
- 1994 - Vittorio Ghirelli, Italiaans autocoureur
- 1994 - Andreas Vazaios, Grieks zwemmer
- 1995 - Alemitu Heroye, Ethiopisch atlete
- 1995 - Shaboozey, Amerikaans rapper en singer-songwriter
- 1995 - Frank van der Slot, Nederlands gamer, youtuber en presentator
- 1996 - Adam Ťoupalík, Tsjechisch veldrijder
- 1997 - Gino Demon, Nederlands voetballer
- 1999 - Marouane Afaker, Nederlands voetballer
- 1999 - Caroline Siems, Duits voetbalster
- 1999 - Dylan Vente, Nederlands voetballer
- 2005 - Paulina Bartz, Duits voetbalster

## Overleden

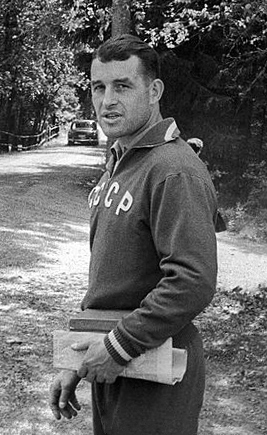
Sergej Salnikov
overleden in 1984

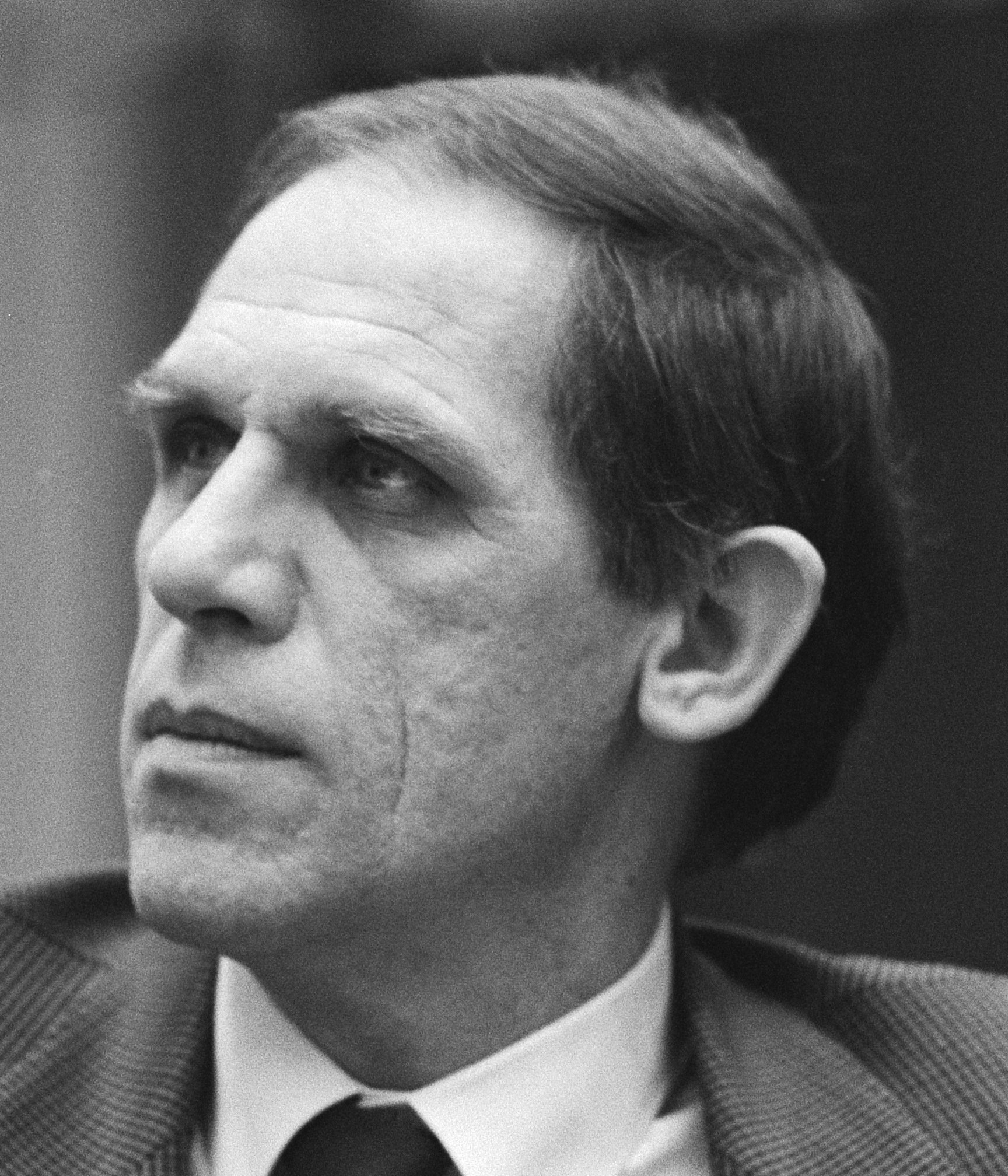
Hans Dijkstal
overleden in 2010

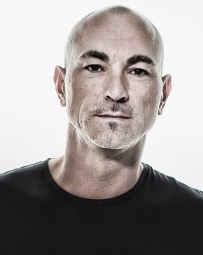
Robert Miles
overleden in 2017

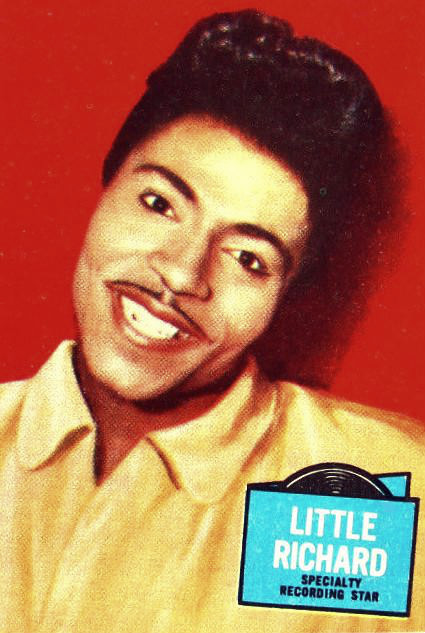
Little Richard
overleden in 2020

- 1480 - Johan van Nassau-Wiesbaden-Idstein (~60), graaf van Nassau-Wiesbaden-Idstein
- 1586 - Luis de Morales (~77), Spaans kunstschilder
- 1625 - Hermannus Faukelius (~65), Nederlands predikant en theoloog
- 1707 - Dietrich Buxtehude (70), Deens componist
- 1805 - Friedrich Schiller (45), Duits toneelschrijver en dichter
- 1915 - François Faber (28), Luxemburgs wielrenner
- 1931 - Albert Michelson (78), Pools-Amerikaans natuurkundige
- 1937 - Fridthjov Anderssen (61), Noors componist en organist
- 1939 - Gerard Peerbolte (79), Nederlands organist en beiaardier
- 1949 - Carlo Felice Trossi (41), Italiaans autocoureur
- 1949 - Lodewijk II van Monaco (78), vorst van Monaco
- 1957 - Heinrich Campendonk (67), Duits kunstschilder
- 1966 - Wilhelmus Marinus Bekkers (58), Nederlands bisschop
- 1967 - Leendert Lafeber (72), Nederlands verzetsstrijder
- 1975 - Hein van der Niet (73), Nederlands acteur
- 1976 - Raymond Chevreuille (74), Belgisch componist
- 1976 - Floyd Council (64), Amerikaans bluesmuzikant
- 1976 - Ulrike Meinhof (41), Duits journaliste en terroriste
- 1978 - Aldo Moro (61), Italiaans politicus en terrorismeslachtoffer
- 1984 - Sergej Salnikov (58), Sovjet voetballer en trainer
- 1985 - Adriaan Paulen (82), Nederlands atleet, sportbestuurder en verzetsman
- 1986 - Steef van Musscher (84), Nederlands atleet
- 1986 - Tenzing Norgay (71), Nepalees sherpa
- 1986 - Dirk de Vroome (60), Nederlands actievoerder
- 1993 - Carolina Henriette MacGillavry (89), Nederlands scheikundige en kristallografe
- 1998 - Michaël Paquay (26), Belgisch motorcoureur
- 2003 - Hans Engnestangen (95), Noors schaatser
- 2004 - Brenda Fassie (39), Zuid-Afrikaans zangeres
- 2004 - Achmat Kadyrov (52), president van Tsjetsjenië
- 2005 - Ang Kiukok (74), Filipijns kunstschilder
- 2006 - Pietro Garinei (87), Italiaans musicalcomponist en -producent
- 2007 - Gino Pariani (79), Amerikaans voetballer
- 2008 - Judy Grable (82), Amerikaans professioneel worstelaarster
- 2008 - Paul Hebbelynck (102), Belgisch ingenieur en textielbaron
- 2008 - Frans Huon (67/68), Belgisch politicus
- 2009 - Sahan Dosova (130??), mogelijk de oudste mens ooit
- 2009 - Jean-Claude Van Geenberghe (46), Belgisch springruiter
- 2010 - Florrie Baldwin (114), Brits oudste levende mens van Europa
- 2010 - Hans Dijkstal (67), Nederlands politicus
- 2010 - Ferd Grapperhaus (82), Nederlands politicus
- 2010 - Theodor Kery (91), Oostenrijks politicus
- 2011 - Lidia Gueiler Tejada (89), voormalig president van Bolivia
- 2011 - Lia Lee (88), Belgisch actrice en zangeres
- 2011 - Wouter Weylandt (26), Belgisch wielrenner
- 2012 - Vidal Sassoon (84), Brits haarstylist
- 2012 - Johan Schreur (72), Nederlands ondernemer
- 2013 - Andrew Simpson (36), Brits zeiler
- 2014 - Anthony Ernst Mary Duynstee (93), Nederlands politicus
- 2014 - Mel Patton (89), Amerikaans atleet
- 2014 - Mary Stewart (97), Engels schrijfster
- 2015 - Kenan Evren (97), president van Turkije
- 2015 - Alexandre Lamfalussy (86), Hongaars-Belgisch econoom
- 2015 - Gerrit Wiechers (84), Nederlands burgemeester
- 2015 - Elizabeth Wilson (94), Amerikaans actrice
- 2016 - Gijs Verdick (21), Nederlands wielrenner
- 2017 - Big Black (45), Amerikaans entertainer
- 2017 - Robert Miles (47), Zwitsers-Italiaans house-dj, muziekproducent, muzikant en componist
- 2017 - Michael Parks (77), Amerikaans acteur
- 2018 - Delphine Gibson (114), Amerikaans supereeuweling, oudste inwoner van Amerika
- 2018 - Per Kirkeby (79), Deens kunstenaar
- 2020 - Jan Aling (70), Nederlands wielrenner
- 2020 - Pascal F.E.O.S. (Pascalis Dardoufas) (52), Duits dj/producer
- 2020 - Little Richard (87), Amerikaans zanger
- 2021 - Eva Bal (82), Nederlands regisseur
- 2021 - Meindert Leerling (85), Nederlands politicus en journalist
- 2021 - Wilfried Peffgen (78), Duits (baan)wielrenner
- 2022 - Jody Lukoki (29), Congolees-Nederlands voetballer
- 2022 - Rob Posthumus (73), Nederlands burgemeester
- 2023 - John Bland (77), Zuid-Afrikaans golfspeler
- 2023 - Antonio Carbajal (93), Mexicaans voetballer
- 2023 - Wilferd Madelung (92), Duits-Brits islamoloog
- 2023 - Ruud Monster (70), Nederlands cineast
- 2024 - Ibrahim Babangida (47), Nigeriaans voetballer
- 2024 - Roger Corman (98), Amerikaans filmproducent en filmregisseur
- 2025 - Margot Friedländer (103), Duits Holocaustoverlevende en spreker

## Viering/herdenking
- Europadag sinds 1985
- Rusland : Dag van de Overwinning, Russische herdenking van het einde van de Tweede Wereldoorlog
- Guernsey, Herm en Jersey: Bevrijdingsdag, einde van de Bezetting van de Kanaaleilanden (1945)
- Rooms-katholieke kalender:
  - Heilige Pachomius (de Oudere) († c. 346)
  - Zalige Theresia Carolina (Gerhardinger) († 1797)
  - O.-L.-Vrouw van Vlaanderen (1844)
  - Hemelvaartsdag in 1991, 2002, 2013 en 2024
- Koptische kalender:
  - Heilige Pachomius († c. 346)

## Weerextremen

### Nederland
| | Officiële records | Officiële records | Officiële records |      | Landelijke records | Landelijke records | Landelijke records |
| Gebeurtenis | Jaar              | Extreem           | Locatie           | Jaar | Extreem            | Locatie            |                    |
| --- | ----------------- | ----------------- | ----------------- | ---- | ------------------ | ------------------ | ------------------ |
| Laagste etmaalgemiddelde temperatuur (°C) | 1928              | 5,4               | De Bilt           |      | 1928               | 3,7                | Maastricht         |
| Hoogste etmaalgemiddelde temperatuur (°C) | 1976              | 22,3              | De Bilt           |      | 1976               | 23,6               | Deelen             |
| Laagste minimumtemperatuur (°C) | 1938              | −2,7              | De Bilt           |      | 1938               | −2,7               | De Bilt            |
| Hoogste minimumtemperatuur (°C) | 1976              | 15,0              | De Bilt           |      | 2016               | 15,8               | Eindhoven          |
| Laagste maximumtemperatuur (°C) | 1904, 1953        | 9,0               | De Bilt           |      | 1928               | 7,6                | De Kooy            |
| Hoogste maximumtemperatuur (°C) | 1976              | 30,4              | De Bilt           |      | 1976               | 30,5               | Volkel             |
| Hoogste uurgemiddelde windsnelheid (m/s) | 1943              | 11,3              | De Bilt           |      | 1965               | 20,6               | Vlissingen         |
| Hoogste windstoot (m/s) | 2014              | 24,0              | De Bilt           |      | 1992               | 27,8               | Vlissingen         |
| Langste zonneschijnduur (uur) | 1978              | 14,1              | De Bilt           |      | 1978               | 14,6               | Schiphol           |
| Langste neerslagduur (uur) | 2023              | 14,4              | De Bilt           |      | 2023               | 16,8               | Hoorn Terschelling |
| Hoogste etmaalsom van de neerslag (mm) | 1965              | 21,4              | De Bilt           |      | 1992               | 38,1               | Stavoren           |
| Laagste etmaalgemiddelde relatieve vochtigheid (%) | 1935              | 42                | De Bilt           |      | 1941 1976          | 40                 | Maastricht Deelen  |
| Laagste uurwaarde luchtdruk op zeeniveau (hPa) | 1943              | 985,8             | De Bilt           |      | 1943               | 982,6              | De Kooy            |
| Hoogste uurwaarde luchtdruk op zeeniveau (hPa) | 1944              | 1033,4            | De Bilt           |      | 1944               | 1033,6             | Eelde              |
| Officiële records worden altijd gemeten op het KNMI-weerstation in De Bilt. Landelijke records kunnen worden gemeten op elk officieel KNMI-weerstation in Nederland. |                   |                   |                   |      |                    |                    |                    |

Uitzonderlijke gebeurtenissen
- 1919 - Eerste officiële warme dag van het jaar (maximumtemperatuur ≥ 20 °C in De Bilt)
- 1945 - Eerste officiële zomerse dag van het jaar (maximumtemperatuur ≥ 25 °C in De Bilt)
- 1947 - Eerste officiële zomerse dag van het jaar (maximumtemperatuur ≥ 25 °C in De Bilt)
- 1954 - Eerste officiële warme dag van het jaar (maximumtemperatuur ≥ 20 °C in De Bilt)
- 1959 - Eerste officiële zomerse dag van het jaar (maximumtemperatuur ≥ 25 °C in De Bilt)
- 1976 - Eerste officiële tropische dag van het jaar (maximumtemperatuur ≥ 30 °C in De Bilt). Dit is de meest vroege datum waarop de eerste officiële tropische dag is gemeten.
- 1998 - Eerste officiële zomerse dag van het jaar (maximumtemperatuur ≥ 25 °C in De Bilt)
- 2022 - Eerste landelijke zomerse dag van het jaar gemeten in Arcen, Eindhoven en Ell (maximumtemperatuur ≥ 25 °C op een officieel weerstation)
- 2023 - Officieel langste neerslagduur in uren van mei dit jaar gemeten in De Bilt: 14,4
- 2023 - Landelijk langste neerslagduur in uren van mei dit jaar gemeten in Hoorn Terschelling: 16,8
- 2023 - Officieel laagste uurwaarde luchtdruk op zeeniveau in hPa van mei dit jaar gemeten in De Bilt: 1008,1. Samen met 10 mei
- 2024 - Landelijk laagste minimumtemperatuur in °C van mei dit jaar gemeten in Wijk aan Zee: 3,3 (voorlopig). Samen met 4 mei

### België
Dagrecords
- 1879 - Laagste etmaalgemiddelde temperatuur 4,7 °C
- 1976 - Hoogste etmaalgemiddelde temperatuur 22,4 °C
- 1926 - Laagste minimumtemperatuur −1,3 °C
- 1976 - Hoogste maximumtemperatuur 28,7 °C
- 1988 - Hoogste etmaalsom van de neerslag 23 mm

Uitzonderlijke gebeurtenissen
- 1938 - Minimumtemperatuur in Oostende: −1,4 °C

<< · 1 · 2 · 3 · 4 · 5 · 6 · 7 · 8 · 9 · 10 · 11 · 12 · 13 · 14 · 15 · 16 · 17 · 18 · 19 · 20 · 21 · 22 · 23 · 24 · 25 · 26 · 27 · 28 · 29 · 30 · 31 · >>